# Цюпак, Владислав Иосифович
Владислав Иосифович Цюпа́к (1910—2001) — инженер-конструктор, кораблестроитель, главный конструктор Зеленодольского завода имени А. М. Горького, главный инженер Зеленодольского проектно-конструкторского бюро.

## Биография
Родился 7 мая 1910 года.
После окончания ЛИТМО работал конструктором в Ленинградском проектном бюро завода «Радиоприбор», вскоре был переведён главным конструктором на Московский приборный завод.
В 1937 году был по доносу арестован и приговорён к 8 годам исправительно-трудовых лагерей, где был рабочим свинарника, станочником, конструктором, а затем преподавателем в школе механизаторов, работал в «шарашках». С 1942 года работал в специальном бюро на Зеленодольском заводе имени А. Горького. В 1945 году был освобождён. Восстановлен в правах и полностью реабилитирован только в 1955 году.
В 1948 году по настоянию директор завода имени А. М. Горького Б. Е. Бутомы был назначен главным конструктором завода.
18 ноября 1949 года в Зеленодольске было создано ЦКБ № 340 по проектированию больших охотников за подводными лодками проекта 122а/122бис. Заместителем начальника и главного конструктора ЦКБ был назначен В. И. Цюпак. В 1953 году был назначен главным инженером Зеленодольского ЦКБ (ныне ОАО «Зеленодольское проектно-конструкторское бюро»).
В 1956 году занимался проектированием облегчённых плавсредств для танка Т-55, бронетягача БТС-2 и зенитной самоходной установки ЗСУ-57-2.
Умер 5 мая 2001 года. Похоронен в Зеленодольске.

## Награды и премии
- орден Трудового Красного Знамени
- орден «Знак Почёта»
- медали
- знак «Лучшему активисту НТО» от имени Президиума НТО имени академика А. Н. Крылова
- Сталинская премия второй степени (1949) — за коренные усовершенствования постройки кораблей
- Ленинская премия (1965) — за создание и освоение малых кораблей противолодочной обороны

## Память
- В 2010 году в Зеленодольске на доме № 47 по ул. Ленина, где жил В. И. Цюпак, была установлена мемориальная доска